# Cirkus Europa

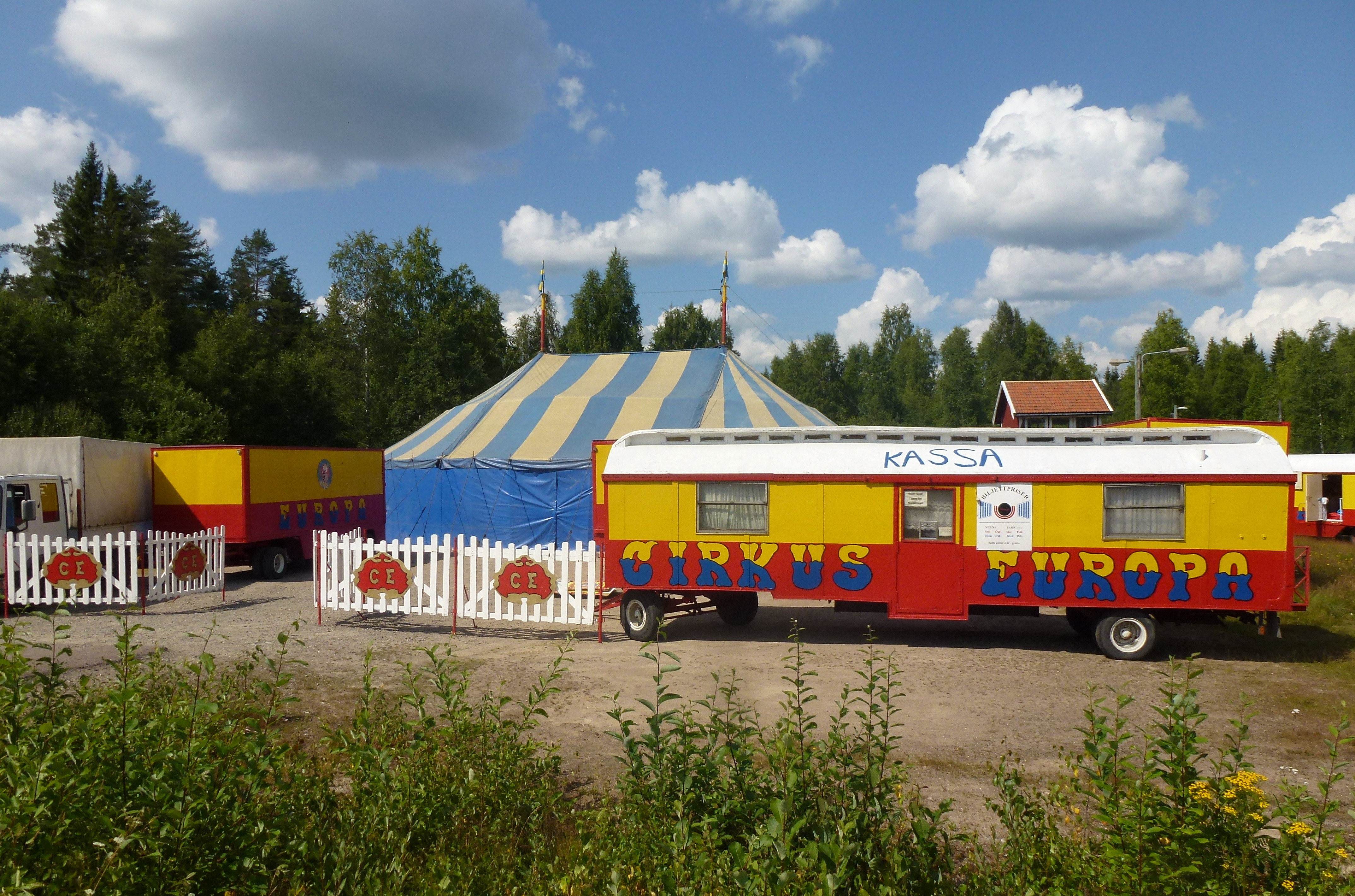
Cirkus Europa i Nyhammar, 2013

Cirkus Europa är en svensk cirkus. Den drivs sedan många år av cirkusfamiljen Sundélius.
På en webbplats kallad 'Sett, Hört & Hänt' finns följande recension: "CIRKUS EUROPA gästade Malmköping den 31 maj.  / . . /   Vagnparken såg fräscht nymålad ut, liksom fasaden. Djurparken består av åtta hästar, som ser ut att vara välmående och i fin form. Bänkarna är utan ryggstöd och står onödigt långt från manegen i det stora tältet. Ingen levande musik. För logepris på 125:- och bänkpris 95:- fick publiken valuta för pengarna. Tyvärr fanns inga program att köpa... / . . / Cirkusdirektör Mikael Sundelius är konferencier".. 
Den 14 maj 1999 rasade en av tältets sittplatsläktare rymmande cirka 200 personer. Mellan 2008 och 2012 var cirkusen stillastående. Den 12 juni 2013 hade Cirkus Europa ett uppträdande i Norrsundet. Denna gång helt utan djur. År 2013 turnerade cirkusen igen, bland annat genom Dalarna och slog upp sitt tält i Nyhammar den 25 juli 2013. Rykten om för höga priser och avsaknade  av tillstånd visade sig vara felaktiga.